# Nataniel (Bojkikew)
Nataniel, imię świeckie Neszo Stojanow Bojkikew, rzadziej spotykany wariant imienia – Nedialko, spotykany wariant patronimiku – Stankow (ur. 26 października 1818 lub 1820 w Kuczewiszte, zm. 18 września 1906 w Płowdiwie) – biskup Bułgarskiego Kościoła Prawosławnego pochodzący z Macedonii, działacz bułgarskiego odrodzenia narodowego, działacz polityczny i społeczny, pisarz religijny i tłumacz. 

## Życiorys

### Lata nauki
Znaczna część informacji o Natanielu pochodzi z jego „Autobiografii”, wydanej w 1909 r.. 
Pochodził z rodziny chłopskiej z Kuczewiszte w regionie Skopje. Ukończył szkołę przycerkiewną przy monasterze Świętych Archaniołów Gabriela i Michała w Kuczewisztu, a w 1835 r. wyjechał na naukę do Samokowa do nauczyciela Nikoli Tondżorowa. Tam nauczył się języków greckiego i cerkiewnosłowiańskiego. Później kontynuował naukę u Georgiego Samurkaszewa, nauczyciela z Prilepu. Następnie podjął decyzję o wstąpieniu do monasteru. Jego rodzina była temu przeciwna i w 1837 r. Neszo Bojkikew zaręczył się z chłopką z rodzinnej wsi, jednak jeszcze w tym samym roku bez wiedzy rodziny wyjechał na Athos i 27 czerwca 1839 r. został postrzyżony na mnicha, przyjmując imię Nataniel, w bułgarskim klasztorze Zografu. Dzięki pomocy przełożonego klasztoru, archimandryty Anatola, uzyskał możliwość wyjazdu na naukę teologii w Rosji. W 1839 r. został przyjęty do szkoły duchownej w Kiszyniowie. Latem 1840 r. udał się do Odessy, gdzie poznał bułgarskich działaczy oświatowych Zachariję Kniażeskiego i Wasila Apriłowa, za sprawą których włączył się w życie kulturalne Bułgarów w Rosji. W 1843 r. brał udział w zgromadzeniu bułgarskich studentów przebywających w Odessie, podczas którego postanowiono aktywnie walczyć o restytucję niezależnej Bułgarskiej Cerkwi Prawosławnej, oddzielenie jej od Patriarchatu Konstantynopolitańskiego. 
W 1843 r. ukończył szkołę duchowną w Kiszyniowie i wstąpił do miejscowego seminarium duchownego. W 1845 r. uzyskał zgodę na przeniesienie do analogicznej szkoły w Odessie, którą ukończył w 1847 r. Święty Synod nie przyznał mu stypendium na dalszą naukę na Kijowskiej Akademii Duchownej, lecz mnich Nataniel mimo to zgłosił się na egzaminy wstępne na tę uczelnię, zdał je i został, dzięki wstawiennictwu metropolity kijowskiego Filareta, zaliczony w poczet studentów specjalną decyzją Synodu, pod nazwiskiem Stojanowicz. Latem 1848 r. podróżował po Besarabii, rozpowszechniając wśród miejscowych Bułgarów swoje tłumaczenia literatury cerkiewnej. W Akkermanie został zatrzymany przez policję jako podejrzany o prowadzenie agitacji rewolucyjnej i trafił do aresztu w Odessie, skąd został zwolniony dzięki interwencji arcybiskupa chersońskiego i taurydzkiego Innocentego. 20 listopada 1848 r. metropolita kijowski Filaret wyświęcił go na hierodiakona, zaś 24 listopada - na hieromnicha. Jako student hieromnich Nataniel korespondował z bułgarskimi działaczami narodowymi z Imperium Osmańskiego oraz tłumaczył dla Kancelarii Cesarskiej w Petersburgu artykułu z bułgarskiego pisma Carigradski westnik dotyczące sytuacji na ziemiach bułgarskich. W 1852 r. ukończył Kijowską Akademię Duchowną ze stopniem kandydata teologii, na podstawie dysertacji, w której dowodził historycznych i kanonicznych podstaw dla niezależności Cerkwi bułgarskiej od Patriarchatu Konstantynopolitańskiego.

### Podróże po Europie i działalność na rzecz bułgarskiego odrodzenia narodowego
W 1852 r. odwiedził Ławrę Troicko-Siergijewską i Moskiewską Akademię Duchowną, spotkał się z metropolitą moskiewskim Filaretem, wziął udział w pogrzebie Nikołaja Gogola. W Petersburgu natomiast rozmawiał z metropolitą Nikanorem, rektorem Petersburskiej Akademii Duchownej archimandrytą Makarym, oberprokuratorem Świętego Synodu Nikołajem Protasowem oraz wysoko postawionymi przedstawicielami administracji państwowej. Podczas tej podróży zabiegał o pomoc rosyjską dla Bułgarów w procesie walki o odnowienie autokefalii Bułgarskiego Kościoła Prawosławnego. W tym samym roku był w Pradze, gdzie spotkał się Pavolem Šafárikiem i innymi slawistami. Odbył następnie podróż do Wiednia, Budapesztu, do głównych centrów Serbskiego Kościoła Prawosławnego w Austrii (Sremski Karlovci i monastery na Fruškiej gorze), był w Belgradzie, Braile i Gałaczu. W 1853 r. wrócił do macierzystego klasztoru Zografu, jednak już w 1854 r. wyjechał do jego placówki filialnej, monasteru Dobrovăţ. Jego przełożonym pozostawał do 1863 r., gdy władze Zjednoczonych Księstw Mołdawii i Wołoszczyzny ogłosiły sekularyzację majątków monasterskich. Wobec likwidacji klasztoru Nataniel zamieszkał w pobliżu Jass jako osoba prywatna, zajmując się przekładami i działając w miejscowej społeczności bułgarskiej. W 1869 r. współtworzył w Braile Bułgarskie Towarzystwo Literackie. 

### Biskup
W 1870 r. poparł powstanie Egzarchatu Bułgarskiego - struktury kościelnej niezależnej od Patriarchatu Konstantynopola. W 1872 r. otrzymał nominację na metropolitę ochrydzkiego w tej jurysdykcji. Chirotonię biskupią przyjął 24 września tegoż roku w cerkwi św. Szczepana w Konstantynopolu z rąk egzarchy bułgarskiego Antyma, po czym oczekiwał pół roku na sułtański berat zezwalający mu na podjęcie działalności duszpasterskiej w Ochrydzie. Ostatecznie przybył do Ochrydy w kwietniu 1874 r., uroczyście witany przez tysiące wiernych słowiańskiego pochodzenia. Przebywając w Konstantynopolu, stworzył kolejny traktat, w którym dowodził praw Cerkwi Bułgarskiej do całkowitej niezależności, powołując się na tradycję Arcybiskupstwa Ochrydzkiego.
W 1877 r., po wybuchu wojny rosyjsko-tureckiej, sułtan zawezwał go do Konstantynopola, podejrzewając go o nielojalność.
Metropolita Nataniel negatywnie przyjął postanowienia pokoju berlińskiego, pozostawiające Macedonię poza granicami państwa bułgarskiego. Był jednym z organizatorów powstania zbrojnego w Kresnie i zbrojnej walki o przyłączenie Macedonii do Bułgarii. Razem ze Stefanem Stambołowem i Dymitrem Georgiewem kierował komitetami, które zamierzały przerzucić do Macedonii oddziały (czety) z Bułgarii i wywołać masowe wystąpienie antytureckie. Początkowo jego działania miały poparcie komisarza carskiego kierującego tymczasową administracją Księstwa Bułgarskiego Aleksandra Dondukowa-Korsakowa, jednak ostatecznie Rosja zabroniła udzielania dalszego takiego wsparcia, w obawie o nowy wielki konflikt zbrojny na Bałkanach. Wobec nieuchronnej klęski powstańców w 1879 r. Nataniel nakazał im złożyć broń.
Nie mając możliwości powrotu do Ochrydy, w 1879 r. metropolita przyjął obowiązki zarządzającego eparchią łowecką w zastępstwie przebywającego w Konstantynopolu egzarchy bułgarskiego Józefa. W 1891 r. został natomiast przeniesiony do eparchii płowdiwskiej, którą zarządzał do końca życia. Został pochowany na terenie soboru Zaśnięcia Matki Bożej w Płowdiwie.

## Dorobek pisarski i tłumaczeniowy
Jeszcze jako uczeń Georgiego Samurkaszewa przyszły metropolita razem z nim przetłumaczył na język bułgarski antysemicki traktat Înfruntarea jidovilor autorstwa mnicha Neofita, byłego rabina, który przeszedł na prawosławie i wstąpił do klasztoru Neamț. W 1840 r. przełożył z języka rosyjskiego na bułgarski Krótki katechizm oraz Pouczenie biskupa dla nowowyświęconego kapłana metropolity moskiewskiego Filareta. Razem z Zachariją Kniażeskim przetłumaczył też zbiór pouczeń Zwierciadło chrześcijańskie. Przebywając w Rosji, przetłumaczył również i wydał w 1853 r. w Pradze Ukazanie drogi do Królestwa Niebieskiego Innocentego (Wieniaminowa-Popowa) oraz pouczenia Tichona Zadońskiego. W 1858 r. w Konstantynopolu wydał tłumaczenie żywotu św. Dymitra Basarbowskiego. W 1864 r. ukazał się jego przekład Kratkogo objasnienija Bożestwiennoj Liturgii. Jako A. Bogdan, N. Bogdan i Bogdan Bogomolec regularnie publikował w bułgarskiej prasie artykuły dotyczące bieżącego życia cerkiewnego. Spisał też swoją autobiografię, doprowadzoną do momentu powołania na katedrę płowdiwską, wydaną pośmiertnie. 
Jego bratem był działacz rewolucyjny Złatan Bojkikew.